# Meti (ville)
Pour la rivière, voir Meti (rivière).
Meti est une ville d'Éthiopie située dans la région Gambela. Elle se trouve à 7° 14′ N, 35° 19′ E et à 1 266 mètres d'altitude[réf. souhaitée].
Seule localité urbaine de la zone Mezhenger et du woreda Godere, elle a une population de 7 140 habitants au recensement de 2007.